# Гогибик (округ)
Гоги́бик (англ. Gogebic County) — округ в штате Мичиган, США. Официально образован в 1887 году. По состоянию на 2010 год, численность населения составляла 16 427 человек.

## География
По данным Бюро переписи США, общая площадь округа равняется 3 822,844 км2, из которых 2 854,183 км2 суша и 968,661 км2 или 25,000 % это водоёмы.

## Население
По данным переписи населения 2010 года в округе проживает 16 427 жителей в составе 7 037 домашних хозяйств и 4 171 семей. Плотность населения составляет 6,00 человек на км2. На территории округа насчитывается 10 795 жилых строений, при плотности застройки около 4,00-x строений на км2. Расовый состав населения: белые — 91,70 %, афроамериканцы — 4,10 %, коренные американцы (индейцы) — 2,40 %, азиаты — 0,20 %, гавайцы — 0,00 %, представители других рас — 0,20 %, представители двух или более рас — 1,40 %. Испаноязычные составляли 0,90 % населения независимо от расы.
В составе 20,60 % из общего числа домашних хозяйств проживают дети в возрасте до 18 лет, 45,40 % домашних хозяйств представляют собой супружеские пары проживающие вместе, 9,30 % домашних хозяйств представляют собой одиноких женщин без супруга, 40,70 % домашних хозяйств не имеют отношения к семьям, 35,30 % домашних хозяйств состоят из одного человека, 16,50 % домашних хозяйств состоят из престарелых (65 лет и старше), проживающих в одиночестве. Средний размер домашнего хозяйства составляет 2,11 человека, и средний размер семьи 2,69 человека.
Возрастной состав округа: 16,90 % моложе 18 лет, 8,40 % от 18 до 24, 22,20 % от 25 до 44, 31,10 % от 45 до 64 и 31,10 % от 65 и старше. Средний возраст жителя округа 46.8 лет. На каждые 100 женщин приходится 0,00 мужчин. На каждые 100 женщин старше 18 лет приходится 0,00 мужчин.
Средний доход на домохозяйство в округе составлял 34 917 USD, на семью — 47 219 USD. Доход на душу населения составлял 20 759 USD. Около 14,00 % семей и 17,20 % общего населения находились ниже черты бедности, в том числе — 28,60 % молодежи (тех, кому ещё не исполнилось 18 лет) и 9,00 % тех, кому было уже больше 65 лет.